# Српска православна црква Св. Димитрија у Лалићу
Српска православна цркве Св. Димитрија у Лалићу налази се на територији општине Оџаци, у Лалићу, Улица Лењинова на броју 50. Српска православна црква Св. Димитрија у Лалићу, са покретним стварима у њој које су од посебног културног и историјског значаја, утврђујена је за споменик културе 2002. године.

## Историјат
Српска православна цркве Св. Димитрија у Лалићу је подигнута у периоду 1834-1838. године.

### О здању
Као једнобродна грађевина монументалних размера, са торњем и хором на западу и полукружном апсидом на истоку црква је изграђена  у стилу класицизма.
Западна фасада је наглашена класицистичком конструкцијом главног портала, коју чине четири полустуба са једноставним дорским капителима, венац једноставне обраде изнад иједноспратна кула што не одговара спратности унутрашњег дела.
Изнад венца је висока метална капа завршена круном на четири "ноге" и крстом. Фасаде су оживљене плитким пиластрима који прате унутрашњу поделу простора на травеје.
Око 1838. године настала је висока иконостасна преграда. Осликали су је Петар и Павле Чортановић у периоду од 1862. до 1871. године. Зидне слике, рад непознатих аутора, изведене су крајем 19. и почетком 20. века.
Утицај романтизма је очигледан, али подсећа и на класицистички приступ, што је у црквеном сликарству тог времена било правило.

### Списак Покретних ствари од посебног значаја
Списак Покретних ствари од посебног културног и историјског значаја које се налазе у Српскoj православнoj цркви Св. Димитрија у Лалићу:
- Сокл

1. Св. Сава благосиља Српчад, уље на платну, пречник 66 cm,
2. Жртва Аврамова, уље на платну, 82 x 60 cm,
3. Бег у Египат, уље на платну, 80 x 62 cm,
4. Христос и Самарјанка, уље на платну, 80 x 62 cm,
5. Усековање Јована Претече, уље на платну, 82 x 60 cm,
6. Чудо Св. Николе, уље на платну, пречник 66 cm.
- Престоне иконе

1. Св. Сава, уље на платну, 89 x 196 cm,
2. Богородица са Христом, уље на платну, 92 x 197 cm,
3. Св. Димитрије, уље на платну, 92 x 196 cm,
4. Исус Христос, уље на платну, 92 x 196 cm,
5. Св. Јован Претеча, уље на платну, 92 x 197 cm,
6. Св. Никола, уље на платну, 89 x 196 cm.
- Двери

1. Св. Георгије (северне), уље на платну, 65 x 120 cm,
2. Арханђел Михајло (јужне), уље на платну, 65 x 120 cm,
3-4. Богородица и Арханђел Гаврило (царске двери), уље на платну, 53 x 96 cm,
5. Св. Ана (испод Богородице), уље на платну, 46 x 38 cm,
6. Св. Јоаким (испод арханђела Гаврила), уље на платну, 46 x 38 cm,
7. Тајна вечера (изнад царских двери), уље на платну, 123 x 104 cm,
8. Ваведење Богородице(изнад северних двери), уље на платну, 65 x 104 cm,
9. Рођење Богородице (изнад јужних двери), уље на платну, 65 x 104 cm.
- II зона

1. Рођење Христово, уље на платну, 89 xх 171 cm,
2. Сретење, уље на платну, 92 x 171 cm,
3. Крштење Христово, уље на платну, 65 x 171 cm,
4. Васкрсење Христово, уље на платну, 92 x 171 cm,
5. Вазнесење Христово, уље на платну, 92 x 171 cm,
6. Силазак Св. Духа, уље на платну, 65 x 171 cm,
7. Преображење, уље на платну, 92 x 171 cm,
8. Успење Богородице, уље на платну, 89 x 171 cm,
9. Скидање са крста, уље на дрвету, 92 x 171 cm.
- III зона

1. Молитва о чаши, уље на дрвету, 65 x 120 cm,
2-15. Апостоли, уље на дрвету, 44 x 83 cm,
16-17. Богородица и Јован Богослов, уље на дрвету, 44 x 108 cm,
18. Крст са Распећем, уље на дрвету, 58 x 60 cm,
19. Христ пред Пилатом, уље на дрвету, 71 x 71 cm,
20. Полазак на Голготу, уље на дрвету, 71 x 71 cm,
21. Први пад са крстом, уље на дрвету, 71 x 71 cm,
22. Ношење крста, уље на дрвету, 71 x 71 cm,
23. Други пад - Симон Кирењанин, уље на дрвету, 71 x 71 cm,
24. Бичевање на путу за Голготу, уље на дрвету, 71 xх 71 cm,
25. Месец (синагога) поред Распећа, уље на дрвету, 71 x 71 cm,
26. Сунце (црква) поред Распећа, уље на дрвету, 71 x 71 cm,
27. Трећи пад, уље на дрвету, 71 x 71 cm,
28. Ношење крста, уље на дрвету, 71 x 71 cm,
30. Христа дижу стражари, уље на дрвету, 71 x 71 cm,
31. Скидање хаљина, уље на дрвету, 71 x 71 cm,
32. Прикивање за крст, уље на дрвету, 71 x 71 cm,
33. Полагање у гроб, уље на дрвету, 71 xх 71 cm.
- Богородичин трон

1. Богородица са Христом, уље на платну, 63 x 98 cm,
2. Сусрет Марије и Јелисавете, уље на платну, пречник 70 cm.
- Архијерејски трон

1. Св. Јаков, уље на платну, 63 x 108 cm.

## Црква данас
Новембра месеца када се обележава Свети великомученик Димитрије, храм у Лалићу, који је посвећен управо овом светитељу, прославља престони празник.
Као споменик културе које је карактеристично остварење уметности с почетка четврте до краја седме деценије 19. века у Војводини подлеже мерама заштите и очувања свог изворног изгледа спољашње архитектуре и ентеријера.